# Fela Sowande
Olufela Obafunmilayo Sowande dit Fela Sowande (né à Abeokuta, Nigeria le 29 mai 1905 et mort à Ravenna, États-Unis le 13 octobre 1987) est un organiste et compositeur nigérian.
Considéré comme le père de la musique classique moderne nigériane, Sowande est peut-être le compositeur africain le plus internationalement connu, écrivant dans un style proche de l'idiome « européen » classique.

## Biographie
Sowande est né à Abeokuta, près de Lagos. Il est le fils d'Emmanuel Sowande, un pasteur ayant joué un rôle de pionnier pour la musique d'église nigériane. Enfant, il chante dans le chœur de la cathédrale de l’Église du Christ. 
Il étudie à la C.M.S. Grammar School et au King's College, tous les deux à Lagos.
L'influence de son père et de T. K. Ekundayo Phillips (compositeur, organiste et chef de chœur) est un facteur important lors de ses premières années d'étude. À cette époque, Sowande est chantre et présente de nouvelles œuvres yoruba dans les églises. Durant cette période, il étudie l'orgue avec Phillips (programme d'étude incluant le travail d’œuvres de Bach et d'autres maîtres classiques européens). Il est aussi meneur d'ensembles musicaux, jouant du jazz et du highlife. Tout cela a une influence sur son travail.
En 1934 Sowande part à Londres pour étudier les musiques classiques et populaires européennes. En 1936, il est le pianiste soliste dans une exécution de la Rhapsody in Blue de George Gershwin. Il joue aussi en duo avec le pianiste Fats Waller et joue de l'orgue dans plusieurs enregistrements de Dame Vera Lynn. Plus tard, il étudie l'orgue en privé avec Edmund Rubbra, George Oldroyd, et George Cunningham et devient diplômé du Royal College of Organists en 1943, gagnant les prix Limpus, Harding et Read.
Il obtient ensuite un Bachelor of Music et gagne plusieurs prix à l'Université de Londres, puis devient membre du Trinity College of Music. Il a également travaillé comme conseiller musical pour l'unité du cinéma colonial du ministère de l'Information pendant la Seconde Guerre mondiale, fournissant de la musique d'ambiance pour des films éducatifs.
De 1945 à 1952, il est organiste et maître de chapelle à la West London Methodist Mission de l'Église méthodiste jusqu'en 1952 et compose une quantité importante de musique pour orgue au cours de cette période. Elles sont basées sur des mélodies nigérianes, ce qui donnait un attrait spécial pour les membres noirs de sa congrégation au cours des premières années de la migration de l'Afrique et des Caraïbes. Pendant cette période, il commence à devenir connu en tant que pianiste-accompagnateur de danse, chef d'orchestre et joueur d'orgue Hammond, jouant des airs populaires de l'époque.
Les idées occidentales et africaines prévalent dans sa musique qui comprend des œuvres pour orgue telles que Yorùbá Lament, Obangiji, Kyrie, Gloria, Jesu Olugbala, etOba Aba Ke Pe. Certaines de celles-ci subissent une forte influence de la musique de l'Église anglicane combinée avec des mélodies pentatoniques Yoruba.
Parmi ses œuvres orchestrales, on trouve Six Sketches pour grand orchestre, une Folk Symphony et une Suite africaine pour orchestre à cordes, qui utilise des caractéristiques rythmiques et harmoniques africaines. Le mouvement final de la Suite africaine est devenu connu du public canadien comme étant le thème du populaire programme musical Gilmour's Albums, produit par la CBC Radio, et fait maintenant partie du répertoire orchestral courant. Il a aussi écrit une quantité importante de musique chorale sacrée et profane, principalement a cappella. Certaines de ces pièces ont été composées pendant son travail avec BBC Africa Service. Il retourne en Afrique pour travailler avec Voice of Nigeria puis, plus tard, à l'Université d'Ibadan. En 1968, il est engagé à l'université Howard à Washington, puis à l'université de Pittsburgh.
Pendant les dernières années de sa vie, Sowande enseigne au Département des études panafricaines de l'université d'État de Kent et vit près de Ravenna (Ohio) avec sa femme Eleanor McKinney, qui est une des fondatrices de la Pacifica Radio. Il est enterré à Randolp Township, dans le comté de Portage (Ohio).
Sowande a également occupé le poste de « Chef Bariyo du Lagos ».

## Œuvres

### Orgue
- 1945 - Ka Mura, Chappell, London
- 1952 - Pastourelle (pour orgue), Chappell, London
- 1955 - Jesu Olugbala, Chappell, London
- 1955 - Joshua Fit de Battle of Jericho, Chappell, London
- 1955 - Kyrie, Chappell, London
- 1955 - Obangiji, Chappell, London
- 1955 - Yorùbá Lament, Chappell, London
- 1958 - Oyigiyigi, Ricordi, New York
- 1958 - Gloria, Ricordi, New York
- 1958 - 'Prayer, Ricordi, New York
- 1959 - Responses in ‘A’
- K'a Mo Rokoso
- Oba Aba Ke Pe

### Musique chorale
- The Wedding Day, pour chœur SSA avec piano, 1957, RDH
- Sometimes I Feel Like a Motherless Child, pour chœur SATB a cappella, 1955, Chappell, London
- My Way's Cloudy, pour chœur SATB avec piano, 1955, Chappell, London
- De Ol' Ark's a-Moverin, pour chœur SATBB a cappella avec ténor solo, 1955, Chappell, London
- Same Train, pour chœur SATBB a cappella, 1955, Chappell, London
- Roll de Ol' Chariot, pour chœur SATBB avec piano et combo rythmique, 1955, Chappell, London
- All I d'o, pour chœur SATBB avec piano et combo rythmique, 1961, Ricordi, New York
- Goin' to Set Down, pour chœur SATB a cappella avec soprano solo, 1961, Ricordi, New York
- Couldn't Hear Nobody Pray, pour chœur SATB a cappella avec soprano solo, 1958, Ricordi, New York
- De Angels Are Watchin’, pour chœur SATB a cappella avec soprano et ténor solo, 1958, Ricordi, New York
- Nobody Knows de Trouble I See, pour chœur SATB a cappella, 1958, Ricordi, New York
- Wheel, Oh Wheel, pour chœur SATB a cappella, 1961, Ricordi, New York
- Wid a Sword in Ma Hand, pour chœur SATBB a cappella, 1958, Ricordi, New York
- Sit Down Servant, pour chœur TTBB a cappella et ténor solo, 1961, Ricordi, New York
- Out of Zion, pour chœur SATB avec orgue, 1955
- St. Jude's Response, pour chœur SATB avec orgue
- Oh Render Thanks, hymne-anthem, pour chœur SATB avec orgue, 1960
- Hymne national nigérian, arrangement, pour chœur SATB avec orgue, 1960

### Mélodies
- Three Songs of Contemplation, pour ténor et piano, 1950, Chappell, London
- Because of You, pour voix et piano, 1950, Chappell, London
- Three Yoruba Songs, pour voix et piano, 1954, Ibadan

### Musique orchestrale
- Four Sketches, pour grand orchestre, 1953
- African Suite, pour orchestre à cordes, 1955, Chappell, London
- Folk Symphony, pour grand orchestre, 1960

### Ouvrages
- Ifa: Guide, Counsellor, and Friend of Our Forefathers, Ibadan, 1964
- The Mind of a Nation: The Yoruba Child, Ibadan, Ibadan University, 1966
- Come Now Nigeria, Part 1: Nationalism and essays on relevant subjects, Ibadan, Sketch Pub. Co.; sole distributors: Nigerian Book Suppliers, 1968 tout le matériel présenté dans ce livre est tout d'abord paru sous la forme d'articles dans les pages du Daily Sketch, Ibadan
- Black Lines: A Journal of Black Studies (special issue: Black Folklore), v. 2, no. 1 (Fall 1971), 1971, p. 5–21.
- The Africanization of Black Studies, Kent, Ohio, Kent State University Institute for African American Affairs. African American Affairs Monograph Series, v. 2, no. 1, 1975